# Analyse (Schach)
Die Analyse einer Schachpartie ist das systematische Durchspielen der Partie nach Beendigung derselben (Post-Mortem-Analyse), um für jede Partiesituation zu einer möglichst genauen Stellungsbewertung zu gelangen und minderwertige Züge aufzudecken. Daneben gibt es, insbesondere bei Meisterduellen, eine bei laufenden Partien durchgeführte Simultananalyse, bei der ein Schachmeister – in einem separaten Raum – für Zuschauer die laufenden Partien kommentiert. Diese kommentierende Analyse wird oft auch bei Schachübertragungen im Internet, zum Beispiel auf Schachservern, angeboten.
Für die schriftliche Partiekommentierung werden oft die aus dem Schachinformator bekannten Symbole verwendet. Diese haben den Vorteil, dass sie international verständlich sind. Für weniger fortgeschrittene Spieler sind jedoch verbale Kommentare, bei denen auch die jeweiligen Stellungsmerkmale und sich daraus ergebende Pläne dargestellt werden, hilfreicher.
In schriftlich festgehaltenen Partieanalysen können Symbole hinter einem Zug eine Bewertung dieses Zuges bedeuten, aber auch eine Stellungseinschätzung geben. Verwendet werden diese Symbole sowohl für die in der Partie gespielten Züge als auch für die in den Anmerkungen vorkommenden Analysevarianten. Einige oft verwendete Symbole sind folgende:
| !  | ein sehr guter Zug                                              |
| !! | ein ausgezeichneter Zug                                         |
| ?  | ein schwacher Zug                                               |
| ?? | ein grober Fehler                                               |
| !? | ein beachtenswerter Zug                                         |
| ?! | ein Zug von zweifelhaftem Wert                                  |
| +- | Weiß hat entscheidenden Vorteil („Weiß steht auf Gewinn“)       |
| -+ | Schwarz hat entscheidenden Vorteil („Schwarz steht auf Gewinn“) |
| =  | die Stellung ist im Gleichgewicht                               |

Mehrere Schachprogramme können Partien auch automatisch analysieren. Dabei wird für jede in der Partie vorkommende Stellung eine Suche durchgeführt. Der dabei ermittelte Zug mit der besten Bewertung wird dann mit dem tatsächlich gespielten Zug verglichen. Überschreitet die Differenz der Bewertung einen bestimmten Schwellenwert, wird der gespielte Zug als Fehler markiert. Taktische Fehler werden auch bei kurzen Rechenzeiten meist zuverlässig erkannt, während positionelle Faktoren gelegentlich falsch eingeschätzt werden.